# Parma Calcio 1913

Logo vechi până în 2004

Logo vechi până în 2013

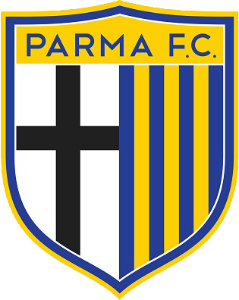
Logo vechi 2014-15

Parma Calcio 1913 este un club italian de fotbal din orașul Parma care evoluează în Serie A.

## Istoria clubului
Echipa și-a câștigat un renume în ultimul deceniu al secolului XX, când a promovat în prima ligă italiană și a cucerit ulterior de trei ori Cupa Italiei și de două ori Cupa UEFA. În acea perioadă, clubul a fost mereu asociat cu concernul de lactate Parmalat, iar până în 2003 echipa a evoluat la un nivel înalt, terminând de mai multe ori în zona granzilor italieni. În urma scandalului iscat în decembrie 2003, în care s-au descoperit grave fraude la compania prezidată de Stefano Tanzi (atunci și președinte al Parma FC), echipa galben-albaștrilor a rămas fără susținere financiară, trebuind să vândă mulți jucători importanți pentru a-și acoperi datoriile.
Enrico Bondi a preluat gestionarea echipei din partea guvernului italian, iar de abia în ianuarie 2007 Parma a fost achiziționată de omul de afaceri Tommaso Ghirardi. Deși a reușit să salveze echipa de la retrogradarea din Serie A în acel sezon, Parma nu a putut să se mențină în prima ligă și după sezonul 2007/2008, fiind retrogradată în Serie B după optsprezece ani.
Un singur sezon a jucat Parma în liga secundă, revenind rapid în Serie A. În sezonul 2013-2014, Parma a încheiat pe locul șase, dar nu a putut participa în cupele europene, neprimind licența UEFA din cauza neplăților taxelor pe salarii. În sezonul 2014/2015 Parma a retrogradat din Serie A de pe ultimul loc, având și mari probleme financiare, iar în martie 2015 societatea care administra echipa a fost declarată în faliment. Echipa a fost retrogradată de către Federația Italiană de Fotbal până în Serie D, fiind administrată de o nouă societate, dar a reușit de atunci trei promovări consecutive, revenind în Serie A în 2018. În 2021, a retrogradat din nou în Serie B.

## Lotul actual
La 12 august 2025.
| Nr. |                       | Poziție | Jucător                   |
| --- | --------------------- | ------- | ------------------------- |
| 4   | Ungaria               | F       | Botond Balogh             |
| 5   | Argentina             | F       | Lautaro Valenti           |
| 7   | Polonia               | A       | Adrian Benedyczak         |
| 8   | Argentina             | M       | Nahuel Estévez            |
| 9   | Republica Congo       | A       | Gabriel Charpentier       |
| 10  | Spania                | M       | Adrián Bernabé            |
| 11  | Suedia                | A       | Pontus Almqvist           |
| 14  | Italia                | F       | Emanuele Valeri           |
| 15  | Italia                | F       | Enrico Delprato (căpitan) |
| 16  | Belgia                | M       | Mandela Keita             |
| 17  | Suedia                | A       | Jacob Ondrejka            |
| 18  | Norvegia              | F       | Mathias Løvik             |
| 20  | Franța                | M       | Antoine Hainaut           |
| 27  | Brazilia              | M       | Hernani (vice-căpitan)    |
| 30  | Bosnia și Herțegovina | A       | Milan Đurić               |
| 31  | Japonia               | P       | Zion Suzuki               |
| 32  | Argentina             | A       | Mateo Pellegrino          |

| Nr. |           | Poziție | Jucător             |
| --- | --------- | ------- | ------------------- |
| 39  | Australia | F       | Alessandro Circati  |
| 40  | Italia    | P       | Edoardo Corvi       |
| 46  | Italia    | F       | Giovanni Leoni      |
| 61  | Tunisia   | A       | Anas Haj Mohamed    |
| 62  | Polonia   | A       | Mateusz Kowalski    |
|     | Italia    | P       | Filippo Rinaldi     |
|     | Italia    | P       | Gianluca Astaldi    |
|     | Suedia    | F       | Peter Amoran        |
|     | Senegal   | F       | Abdoulaye Ndiaye    |
|     | Italia    | F       | Nicolas Trabucchi   |
|     | Argentina | M       | Christian Ordóñez   |
|     | Slovenia  | M       | Tjaš Begić          |
|     | Italia    | M       | Elia Plicco         |
|     | Danemarca | M       | Oliver Sørensen     |
|     | Polonia   | A       | Daniel Mikolajewski |
|     | Guadelupa | A       | Antoine Joujou      |
|     | Letonia   | A       | Dario Šits          |

#### Împrumutați
| Nr. |         | Poziție | Jucător                                                |
| --- | ------- | ------- | ------------------------------------------------------ |
|     | Italia  | F       | Alessandro Martella (at Pescara până pe 30 iunie 2020) |
|     | Italia  | M       | Jacopo Dezi (at Empoli până pe 30 iunie 2020)          |
|     | Senegal | M       | Abdou Diakhaté (at Lokeren până pe 30 iunie 2020)      |

| Nr. |               | Poziție | Jucător                                                  |
| --- | ------------- | ------- | -------------------------------------------------------- |
|     | Italia        | A       | Fabian Pavone (at Pescara până pe 30 iunie 2020)         |
|     | Țările de Jos | A       | Alessio Da Cruz (at Ascoli până pe 30 iunie 2020)        |
|     | Italia        | A       | Matteo Brunori Sandri (at Pescara până pe 30 iunie 2020) |